# Dr. Franken
Dr. Franken es un juego de plataformas lanzado en 1992 para Game Boy por Elite Systems, y en 1993, para SNES, donde llevó por título The Adventures of Dr. Franken. El juego presenta a Franky, el monstruo de Frankenstein, que, en esta ocasión, tiene el propósito de recuperar las partes de su novia Bitsy, que han sido desperdigadas por la mansión en la que ambos viven.
Aunque fue planeada una versión para Mega Drive, esta nunca llegó siquiera al primer estadio de desarrollo, por lo que no vio la luz. Las versiones para NES y Game Gear, en cambio, avanzaron bastante en su elaboración, pero al final tampoco vieron la luz. Por el contrario, la versión para Game Boy contó con una secuela en 1997, que llevó por título Dr. Franken II .

## Cómo se juega
El juego se desarrolla a lo largo de las siete plantas de la mansión del Dr. Franken —veinte escenarios en varios lugares del mundo en la versión de SNES—, donde se esconden varios elementos y partes de su novia Bitsy. Se necesitan llaves y algún que otro objeto especial para acceder a diversas áreas adicionales y encontrar otras partes del cuerpo de aquella, así como fragmentos del equipo necesario para resucitarla. La versión para Game Boy utiliza un sistema de guardado basado en contraseña para guardar el progreso del jugador.

## Música
La versión de Game Boy y las versiones inéditas de NES utilizan dos piezas de música clásica en todo momento: la de la pantalla principal es la Fuga n.° 2 en Do menor BWV 847 de Bach —el clavecín, bien temperado en do—, y la melodía del juego, la Sonata para Piano nº 14 de Beethoven. Esta música fue arreglada y adaptada para ambas videoconsolas por Mark Cooksey, que utilizó para ello el sistema C-Lab Notator para Atari ST .

## Legado
El héroe del videojuego, Franky, también apareció en el título Franky, Joe & Dirk: On the Tiles (1993), de Game Boy, junto a Joe, de Joe & Mac, y Dirk the Daring, de Dragon's Lair. En cuanto a su secuela, Dr. Franken II, se trata de una continuación directa del original y fue lanzado para Game Boy en 1997. Fue desarrollado por MotiveTime y publicado por Jaleco . Es un juego de plataformas en el que el personaje principal, Franky, debe escapar del castillo en el que está atrapado para buscar piezas de una tablilla de oro que le ayudarán a evitar deudas.